# Джамбинов, Ярослав Сайкович
Джамбинов Ярослав Сайкович (3 марта 1922 года, Большедербетовский улус, Калмыцкая автономная область — 11 января 1995 года, Элиста) — журналист, заслуженный работник культуры РСФСР (1970), ветеран Великой Отечественной войны. Депутат Верховного Совета Калмыцкой АССР. Главный редактор республиканской газеты «Хальмг унн» («Калмыцкая правда») (1967—1983).

## Биография
Ярослав Сайкович Джамбинов родился 3 марта 1922 года в селе Абганер-Гаханкин Большедербетовского улуса Калмыцкой автономной области (ныне — Яшалтинский район Республики Калмыкия) в крестьянской семье.
После окончания школы в 1936 году поступил в Калмыцкий педагогический техникум в Астрахани, который успешно окончил в 1940 году. После окончания Калмыцкого педагогического техникума работал учителем начальных классов, преподавал калмыцкий язык и литературу в школах республики.
21 декабря 1941 года призван в РККА. Службу начал рядовым взвода связи 110 -й Отдельной Калмыцкой кавалерийской дивизии. С августа 1942 по январь 1944 года — командир отделения ПТР 302-го отдельного истребительного противотанкового дивизиона 248-й стрелковой дивизии 28-й армии. Кроме того, выполнял обязанности военкора «Боевых листков». Участвовал в боях за освобождение территорий Калмыцкой АССР, Ставропольского края, Ростовской и Запорожской областей, Ростова-на-Дону, в боях на реках Миус и Днепр. На фронте вступил в ряды ВКП(б).
В феврале 1944 года Джамбинов Я. С. был отозван с 4-го Украинского фронта в связи с депортацией калмыцкого народа по Указу Президиума ВС СССР от 27 декабря 1943 года и направлен на строительство Широковской ГЭС, где служил командиром взвода строительного батальона, воинское звание — сержант. В феврале 1945 года был делегатом Второй общестроительной Партийной конференции Широковской ГЭС НКВД СССР с правом решающего голоса (мандат № 17). 22 июня 1945 года был освобождён из лагеря и направлен на спецпоселение в Красноярский край Манский район к месту жительства жены — К. А. Джамбиновой.
С августа 1945 года по июнь 1957 года работал учителем начальных классов Первоманской средней школы Манского района Красноярского края. В этот период ему было отказано в приёме на заочное отделение Красноярского педагогического института из-за принадлежности к категории спецпереселенцев. В 1946 году был делегатом 1-й Районной конференции ВКП(б) от Первоманской первичной парторганизации, с правом совещательного голоса (мандат № 50). В период депортации Джамбинов Я. С. был внештатным корреспондентом краевой и районной газет Красноярского края.
В июле 1957 года вернулся с семьёй в Калмыкию. Был назначен заведующим начальной школы № 1 совхоза «Ленинский». С июня 1958 года по август 1959 года работал редактором районной газеты «Ленинский путь» Целинного района. В августе 1959 года Бюро Калмыцкого обкома КПСС рекомендовало Джамбинова Я. С. для поступления на отделение журналистики Ленинградской Высшей партийной школы. С августа 1963 года по окончании Ленинградской ВПШ работал инструктором идеологического отдела Калмыцкого обкома КПСС, через несколько месяцев был назначен заведующим сектором печати Калмыцкого обкома КПСС. В декабре 1967 года пленум Калмыцкого обкома КПСС утвердил Джамбинова Я. С. главным редактором республиканской газеты «Хальмг ӱнн». В этой должности он работал с 1967 года по 1983 год. Газета выходила на калмыцком и русском языках.
Джамбинов Я. С. избирался депутатом Верховного Совета Калмыцкой АССР (1971—1975 годы и 1975—1980 годы), Председателем Верховного Совета Калмыцкой АССР (1980). Был кандидатом в члены Бюро Калмыцкого обкома КПСС (1968—1971) и членом Бюро Калмыцкого обкома КПСС (1974—1976, 1976—1979, 1979—1980).
В марте 2022 года в Элисте к 100-летию со дня рождения Джамбинова Я. С. на республиканском Доме печати была открыта мемориальная доска.

## Семья
- Жена — Джамбинова Кишя Ангаевна (1920—1988).
- Дети: дочь Елена (1950—1999), сын Владимир (1951), сын Олег (1955).

## Награды и звания
- Заслуженный работник культуры РСФСР (1970)
- Орден Дружбы народов (1983)
- Орден Отечественной войны II степени (1985)
- медали и почётные грамоты.

## Память
- В «Кратком энциклопедическом словаре Республики Калмыкия» размещена статья о Джамбинове Я. С. (С. 184—185). Составитель Ганжгаева Р. Б. Элиста. 2021. 658 с.
- Биобиблиографический справочник о Джамбинове Я. С., издан республиканской библиотекой имени Амур-Санана. Редакторы: Михалёва Т. А., Акиева Л. П. ЗАО "НПП «Джангар», Элиста, Республика Калмыкия. 2007. 180 с.[10].
- 4 марта 2022 года состоялось открытие мемориальной доски Джамбинову Я. С., приуроченной к 100-летию со дня рождения. Мемориальная доска открыта на Доме печати в городе Элисте[11].
- Стихи, посвящённые Джамбинову Я. С., написали народный поэт Калмыцкой АССР Давид Кугультинов, поэты Михаил Хонинов, Александр Дагаев, Анатолий Джавинов.
- Портрет Джамбинова Я. С. помещён на стене в Доме печати Республики Калмыкия, в редакции газеты «Хальмг ӱнн».
- В сентябре 2003 года была учреждена премия газеты «Хальмг унн» имени Ярослава Джамбинова «За эффективное и честное управление».

## Книги
- Джамбинов Я. С. Нет худа без добра : Юмористические рассказы / Джамбинов Ярослав. — Элиста : Калм. кн. изд-во, 1978.
- Джамбинов, Ярослав Сайкович. Нет худа без добра : Рассказы / Ярослав Джамбинов; [Худож. С. Л. Машаев]. — 2-е изд., доп. — Элиста : Калм. кн. изд-во, 1983. — 135 с.
- Джамбинов, Ярослав. Нет худа без добра : [Юморист. рассказы] / Джамбин Ярослав. — Элиста : Калм. кн. изд-во, 1990. — 206 с. ISBN 5-7539-0032-1
- Джамбинов Я. С. Есть на Урале река Косьва // Широкстрой: Широклаг : Сб. воспоминаний воинов-калмыков, участников строительства Широковской ГЭС / сост. и вступ. ст. Р. В. Неяченко; отв. ред. Ю. О. Оглаев; ред. С. А. Гладкова; предисл. М. П. Иванова. — Элиста : Джангар, 1994. — С. 48-51.